# Sør Trøndelag tingrett

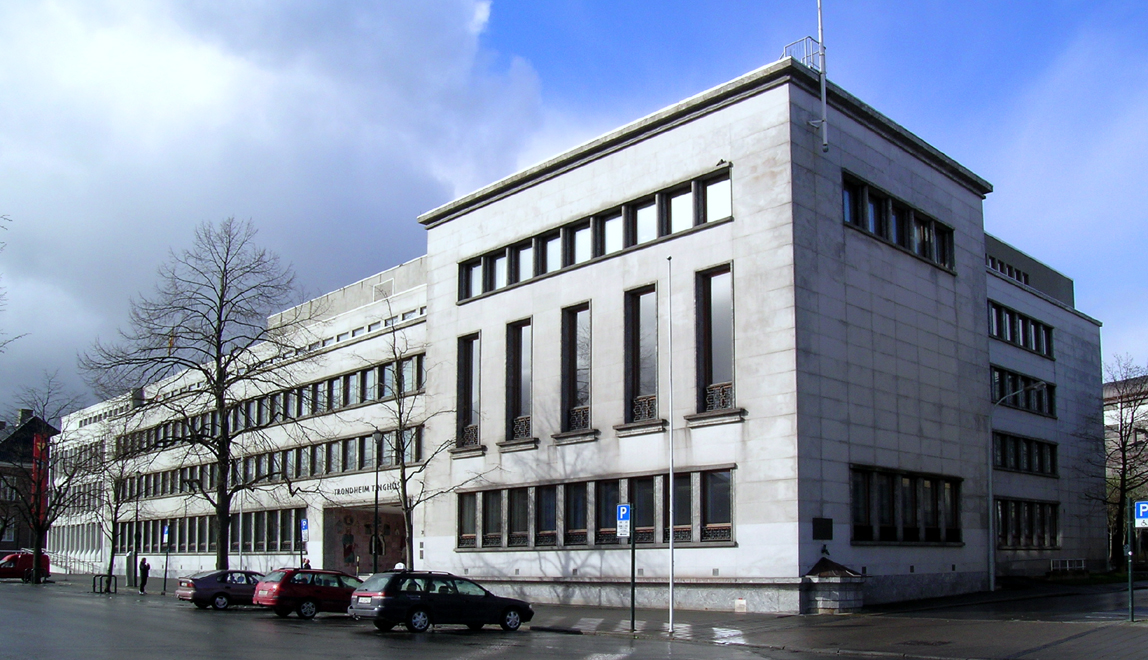
Het Tinghus in Trondheim

Sør-Trøndelag tingrett is een tingrett (kantongerecht) in de Noorse fylke Trøndelag. Het gerecht is gevestigd in Trondheim.  
Het gerechtsgebied omvat de gemeenten Heim, Holtålen, Malvik, Melhus, Midtre Gauldal, Oppdal, Orkland, Rennebu, Røros, Selbu, Skaun, Trondheim en Tydal.
Sør-Trøndelag maakt deel uit van het ressort van Frostating lagmannsrett. In zaken waarbij beroep is ingesteld tegen een uitspraak van Sør-Ttrøndelag zal de zitting van het lagmannsrett worden gehouden in Trondheim.